# Kisra
La kisra (aussi écrit kissra) ou kissar, est une galette de pain fermenté populaire au Soudan, au Soudan du Sud et au Tchad à base de sorgho, maïs, riz ou de blé. Il existe deux formes différentes de kisra : une feuille mince cuite, connu sous le nom de kisra rhaheeefa, similaire à l'injera, et une bouillie connue sous le nom de kisra aseeda ou d'aceda. Cette dernière est généralement associée avec un ragoût de viande et de légumes appelé mullah. En 1995, le Soudan non divisé consommait une quantité annuelle estimée entre 18 000 et 27 000 tonnes de farine de sorgho sous forme de kisra.
Au Tchad, elle s'accompagne généralement de sauces mloukhiya, tomate, gombo et charmout.